# Verdonnelle
Die Verdonnelle (im Oberlauf auch Ruisseau de la Fontaine Noire genannt) ist ein Fluss in Frankreich, der in den Regionen Grand Est und Hauts-de-France verläuft. Sie entspringt an der Gemeindegrenze von Champaubert und Congy, entwässert generell Richtung Nordwest und mündet nach rund 26 Kilometern im Gemeindegebiet von Montigny-lès-Condé, knapp an der Grenze zur Nachbargemeinde Condé-en-Brie, als rechter Nebenfluss in die Dhuis. Auf ihrem Weg durchquert die Verdonnelle die Départements Marne und Aisne.

## Orte am Fluss
(Reihenfolge in Fließrichtung)
- Champaubert
- La Chapelle-sous-Orbais
- Fromentières
- Margny
- Verdon
- Grande Fontaine, Gemeinde Vallées en Champagne
- Montigny-lès-Condé